# Dresdner SC (volley-ball féminin)
Le Dresdner SC est un club omnisports allemand comprenant notamment une section de volley-ball féminin. Le club omnisports fut fondé en 1898 à Dresde et sa section de volley féminin évolue pour la saison 2020-2021 en 1.Bundesliga.

## Historique
La section de volley-ball de la Dresdner SC a été fondée en 1990.

## Palmarès
- Challenge Cup féminine[5]
  - Vainqueur : 2010.
- Championnat d'Allemagne[5]
  - Vainqueur : 1999, 2007, 2014[6]2015[7]2016[8]2021
  - Finaliste : 2002, 2008, 2011, 2012, 2013.
- Coupe d'Allemagne[5]
  - Vainqueur : 1999, 2002, 2010[9]2016[10]2018[11]2020[12]
  - Finaliste : 2007, 2009.
- Supercoupe d'Allemagne
  - Finaliste : 2016[13]2018, 2020.

## Historique des logos

Ancien logo
logo actuel